# دایمون واتانابه
دایمون واتانابه (به ژاپنی: 渡邊 大門 わたなべ だいもん); ۳ اکتبر ۱۹۶۷ مورخ تاریخ ژاپن منتقد مجموعه تلویزیونی تایگا، ستون‌نویس مدیر نماینده مؤسسه تاریخ و فرهنگ شرکت با مسئولیت محدود بود. او دارای دکتری عالی ادبیات آز دانشگاه بوکیو اهل ژاپن بود.